# 費維列特 (拉喬雷拉區)
費維列特（西班牙語：Feuillet），是巴拿馬的城鎮，位於該國中東部，由西巴拿馬省的拉喬雷拉區負責管轄，面積19.4平方公里，2010年人口2,669，人口密度每平方公里137.9人。